# Alitropus typus
Alitropus typus är en kräftdjursart som beskrevs av H. Milne Edwards 1840. Alitropus typus ingår i släktet Alitropus och familjen Aegidae. Inga underarter finns listade i Catalogue of Life.